# Synodus similis
Espèce
Statut de conservation UICN

 LC 03 mars 2015 : Préoccupation mineure
Synodus similis est une espèce de poissons de la famille des Synodontidae.

## Systématique
L'espèce Synodus similis est décrite pour la première fois en 1921 par le zoologiste australien Allan Riverstone McCulloch (1885-1925).

## Distribution
Cette espèce se croise dans les océans Indien et Pacifique, plus particulièrement au large des côtes de l'Indonésie, de la Nouvelle-Calédonie, de Rapa, du Vanuatu, de la Nouvelle-Zélande et de l'Australie à des profondeurs variant entre 25 et 76 m.

## Description
Synodus similis peut atteindre la longueur maximale de 18,0 cm, bien que sa taille moyenne se situe plutôt aux alentours des 12,0 cm.

## Étymologie
Son épithète spécifique, similis, vient de sa forte ressemblance avec Synodus indicus, dont la seule distinction visible est la présence d'une tâche noire sur les branchies.

## Écologie et environnement
Synodus similis vit dans la zone benthique de l'océan Pacifique, où l'espèce chasse en enfouissant son corps dans les sédiments, et en jaillissant pour saisir les proies qui passent à proximité.

## Publication originale
- (en) Hamlyn-Harris, Ronald, « Notes and illustrations of Queensland fishes. No. 2 », Memoirs of the Queensland Museum, Brisbane, Queensland Museum, no 7,‎ 1921, p. 164-178 (lire en ligne, consulté le 3 mai 2023).